# Danh sách di sản văn hóa Tây Ban Nha được quan tâm ở tỉnh Zamora
Danh sách di sản văn hóa Tây Ban Nha được quan tâm ở tỉnh Zamora.

## Các di sản liên quan đến nhiều thành phố
| Tên             | Dạng                     | Địa điểm                   | Tọa độ                                        | Số hồ sơ tham khảo? | Ngày nhận danh hiệu? | Hình ảnh                              |
| --------------- | ------------------------ | -------------------------- | --------------------------------------------- | ------------------- | -------------------- | ------------------------------------- |
| Castro Labradas | Khu khảo cổ Castro astur | Arrabalde và Villaferrueña | 42°06′06″B 5°54′23″T / 42,101693°B 5,906504°T | RI-55-0000211       | 02-02-2006           | Castro de las Labradas · Upload image |

## Các di sản theo thành phố

### A

#### Alcañices
| Tên                        | Dạng                 | Địa điểm  | Tọa độ                                        | Số hồ sơ tham khảo? | Ngày nhận danh hiệu? | Hình ảnh                                  |
| -------------------------- | -------------------- | --------- | --------------------------------------------- | ------------------- | -------------------- | ----------------------------------------- |
| Recinto Murado (Alcañices) | Nhóm di tích lich sử | Alcañices | 41°41′56″B 6°20′52″T / 41,698888°B 6,347739°T | RI-53-0000627       | 26-06-2008           | Recinto Murado (Alcañices) · Upload image |

#### Arcenillas
| Tên                           | Dạng            | Địa điểm   | Tọa độ                                        | Số hồ sơ tham khảo? | Ngày nhận danh hiệu? | Hình ảnh     |
| ----------------------------- | --------------- | ---------- | --------------------------------------------- | ------------------- | -------------------- | ------------ |
| Nhà thờ Asunción (Arcenillas) | Di tích Nhà thờ | Arcenillas | 41°27′24″B 5°41′11″T / 41,456791°B 5,686274°T | RI-51-0004620       | 26-03-1982           | Upload image |

### B

#### Belver de los Montes
| Tên                              | Dạng            | Địa điểm             | Tọa độ                                       | Số hồ sơ tham khảo? | Ngày nhận danh hiệu? | Hình ảnh     |
| -------------------------------- | --------------- | -------------------- | -------------------------------------------- | ------------------- | -------------------- | ------------ |
| Nhà thờ Salvador (Belver Montes) | Di tích Nhà thờ | Belver de los Montes | 41°43′22″B 5°26′58″T / 41,722787°B 5,44944°T | RI-51-0004283       | 23-06-1978           | Upload image |

#### Benavente, Zamora
| Tên                                    | Dạng              | Địa điểm          | Tọa độ                                        | Số hồ sơ tham khảo? | Ngày nhận danh hiệu? | Hình ảnh                                                     |
| -------------------------------------- | ----------------- | ----------------- | --------------------------------------------- | ------------------- | -------------------- | ------------------------------------------------------------ |
| Bệnh viện peregrinos Piedad            | Di tích Bệnh viện | Benavente, Zamora | 42°00′11″B 5°40′33″T / 42,003108°B 5,675754°T | RI-51-0011152       | 27-11-2003           | Hospital de la Piedad (Benavente) · Upload image             |
| Nhà thờ Santa María Azogue (Benavente) | Di tích Nhà thờ   | Benavente, Zamora | 42°00′07″B 5°40′49″T / 42,00189°B 5,680321°T  | RI-51-0001023       | 03-06-1931           | Iglesia de Santa María del Azogue (Benavente) · Upload image |
| Nhà thờ San Juan Mercado (Benavente)   | Di tích Nhà thờ   | Benavente, Zamora | 42°00′14″B 5°40′40″T / 42,003857°B 5,677647°T | RI-51-0001024       | 03-06-1931           | Upload image                                                 |
| Tháp Caracol                           | Di tích Tháp      | Benavente, Zamora | 41°59′54″B 5°40′53″T / 41,9982°B 5,6813°T     | RI-51-0001026       | 03-06-1931           | Torre del Caracol del Castillo · Upload image                |

### C

#### Camarzana de Tera
| Tên                                  | Dạng                     | Địa điểm                              | Tọa độ                                        | Số hồ sơ tham khảo? | Ngày nhận danh hiệu? | Hình ảnh                                                  |
| ------------------------------------ | ------------------------ | ------------------------------------- | --------------------------------------------- | ------------------- | -------------------- | --------------------------------------------------------- |
| Nhà thờ Santa María (Camarzana Tera) | Di tích Nhà thờ          | Camarzana de Tera Santa Marta de Tera | 41°59′40″B 5°58′17″T / 41,994528°B 5,971307°T | RI-51-0001019       | 03-06-1931           | Iglesia de Santa María (Camarzana de Tera) · Upload image |
| Khu vực «el Castro»                  | Khu khảo cổ Castro celta | Camarzana de Tera                     | 41°59′46″B 6°01′54″T / 41,996243°B 6,031802°T | RI-55-0000359       | 07-04-1994           | Upload image                                              |

#### Cañizal
| Tên                       | Dạng        | Địa điểm | Tọa độ                                        | Số hồ sơ tham khảo? | Ngày nhận danh hiệu? | Hình ảnh     |
| ------------------------- | ----------- | -------- | --------------------------------------------- | ------------------- | -------------------- | ------------ |
| Nhà Noble En C/ Plata, 51 | Di tích Nhà | Cañizal  | 41°10′08″B 5°22′02″T / 41,168907°B 5,367332°T | RI-51-0007100       | 06-06-1991           | Upload image |

#### Casaseca de las Chanas
| Tên                               | Dạng            | Địa điểm               | Tọa độ                                        | Số hồ sơ tham khảo? | Ngày nhận danh hiệu? | Hình ảnh     |
| --------------------------------- | --------------- | ---------------------- | --------------------------------------------- | ------------------- | -------------------- | ------------ |
| Nhà thờ Parroquial Nhàseca Chanas | Di tích Nhà thờ | Casaseca de las Chanas | 41°26′15″B 5°40′31″T / 41,437571°B 5,675314°T | RI-51-0004651       | 04-06-1982           | Upload image |

#### Castroverde de Campos
| Tên                     | Dạng            | Địa điểm              | Tọa độ                                        | Số hồ sơ tham khảo? | Ngày nhận danh hiệu? | Hình ảnh     |
| ----------------------- | --------------- | --------------------- | --------------------------------------------- | ------------------- | -------------------- | ------------ |
| Nhà thờ Santa María Río | Di tích Nhà thờ | Castroverde de Campos | 41°58′10″B 5°19′00″T / 41,969314°B 5,316611°T | RI-51-0006976       | 24-03-1994           | Upload image |

### F

#### Fermoselle
| Tên                                           | Dạng                 | Địa điểm   | Tọa độ                                     | Số hồ sơ tham khảo? | Ngày nhận danh hiệu? | Hình ảnh                                                           |
| --------------------------------------------- | -------------------- | ---------- | ------------------------------------------ | ------------------- | -------------------- | ------------------------------------------------------------------ |
| Quần thể Histórico Artístico Villa Fermoselle | Nhóm di tích lich sử | Fermoselle | 41°19′07″B 6°23′53″T / 41,3186°B 6,39809°T | RI-53-0000178       | 24-10-1974           | Conjunto Histórico Artístico la Villa de Fermoselle · Upload image |

#### Figueruela de Arriba
| Tên                | Dạng        | Địa điểm             | Tọa độ | Số hồ sơ tham khảo? | Ngày nhận danh hiệu? | Hình ảnh     |
| ------------------ | ----------- | -------------------- | ------ | ------------------- | -------------------- | ------------ |
| Castro Riomanzanas | Khu khảo cổ | Figueruela de Arriba |        |                     | 19-06-2013           | Upload image |

#### Fuentelapeña
| Tên                                       | Dạng            | Địa điểm     | Tọa độ                                       | Số hồ sơ tham khảo? | Ngày nhận danh hiệu? | Hình ảnh     |
| ----------------------------------------- | --------------- | ------------ | -------------------------------------------- | ------------------- | -------------------- | ------------ |
| Nhà thờ Parroquial Santa María Caballeros | Di tích Nhà thờ | Fuentelapeña | 41°15′13″B 5°22′58″T / 41,25367°B 5,382728°T | RI-51-0004873       | 04-05-1983           | Upload image |

#### Fuentesaúco
| Tên                                       | Dạng            | Địa điểm    | Tọa độ                                        | Số hồ sơ tham khảo? | Ngày nhận danh hiệu? | Hình ảnh     |
| ----------------------------------------- | --------------- | ----------- | --------------------------------------------- | ------------------- | -------------------- | ------------ |
| Nhà thờ Santa María Lâu đài (Fuentesaúco) | Di tích Nhà thờ | Fuentesaúco | 41°13′52″B 5°29′45″T / 41,231158°B 5,495871°T | RI-51-0003924       | 07-12-1973           | Upload image |

### G

#### Galende
| Tên                                         | Dạng                    | Địa điểm                        | Tọa độ                                        | Số hồ sơ tham khảo? | Ngày nhận danh hiệu? | Hình ảnh                                               |
| ------------------------------------------- | ----------------------- | ------------------------------- | --------------------------------------------- | ------------------- | -------------------- | ------------------------------------------------------ |
| Tu viện San Martín Castañeda                | Di tích Tu viện         | Galende San Martín de Castañeda | 42°08′07″B 6°43′13″T / 42,135225°B 6,720152°T | RI-51-0001022       | 03-06-1931           | Monasterio de Santa María (Galende) · Upload image     |
| Parque Natural Lago Sanabria và Alrededores | Địa điểm lịch sử Paraje | Galende San Martín de Castañeda | 42°07′39″B 6°43′12″T / 42,127511°B 6,719913°T | RI-54-0000009       | 23-10-1953           | Lago de Sanabria y montes que lo rodean · Upload image |

#### Granja de Moreruela
| Tên             | Dạng            | Địa điểm            | Tọa độ                                        | Số hồ sơ tham khảo? | Ngày nhận danh hiệu? | Hình ảnh                                                         |
| --------------- | --------------- | ------------------- | --------------------------------------------- | ------------------- | -------------------- | ---------------------------------------------------------------- |
| Moreruela Abbey | Di tích Tu viện | Granja de Moreruela | 41°48′44″B 5°46′37″T / 41,812222°B 5,776944°T | RI-51-0001021       | 03-06-1931           | Ruínas del Monasterio de Santa María de Moreruela · Upload image |

#### Granucillo
| Tên                                                 | Dạng               | Địa điểm                         | Tọa độ                                        | Số hồ sơ tham khảo? | Ngày nhận danh hiệu? | Hình ảnh                                                       |
| --------------------------------------------------- | ------------------ | -------------------------------- | --------------------------------------------- | ------------------- | -------------------- | -------------------------------------------------------------- |
| Nhà thờ Parroquial ở Grijalba Vidriales             | Di tích Nhà thờ    | Granucillo Grijalba de Vidriales | 42°03′03″B 5°56′32″T / 42,050934°B 5,942177°T | RI-51-0004708       | 01-10-1982           | Upload image                                                   |
| Los Dólmenes Dolmen San Adrián và Dolmen Peñezuelas | Khu khảo cổ Dolmen | Granucillo                       | 42°03′07″B 5°55′52″T / 42,051971°B 5,931027°T | RI-55-0000429       | 24-11-1994           | Los Dólmenes de «San Adrian» y «las Peñezuelas» · Upload image |

### L

#### La Hiniesta
| Tên                                 | Dạng            | Địa điểm    | Tọa độ                                        | Số hồ sơ tham khảo? | Ngày nhận danh hiệu? | Hình ảnh                                        |
| ----------------------------------- | --------------- | ----------- | --------------------------------------------- | ------------------- | -------------------- | ----------------------------------------------- |
| Nhà thờ Santa María Real (Hiniesta) | Di tích Nhà thờ | La Hiniesta | 41°33′09″B 5°47′56″T / 41,552454°B 5,798926°T | RI-51-0001147       | 02-03-1944           | Iglesia Parroquial (La Hiniesta) · Upload image |

#### Losacino
| Tên          | Dạng                                | Địa điểm                           | Tọa độ                                        | Số hồ sơ tham khảo? | Ngày nhận danh hiệu? | Hình ảnh                        |
| ------------ | ----------------------------------- | ---------------------------------- | --------------------------------------------- | ------------------- | -------------------- | ------------------------------- |
| Lâu đài Alba | Di tích Kiến trúc phòng thủ Lâu đài | Losacino Castillo de Alba (Zamora) | 41°39′30″B 6°04′03″T / 41,658277°B 6,067502°T | RI-51-0011067       | 25-06-1985           | Castillo de Alba · Upload image |

#### Lubián
| Tên                  | Dạng                     | Địa điểm | Tọa độ                                        | Số hồ sơ tham khảo? | Ngày nhận danh hiệu? | Hình ảnh     |
| -------------------- | ------------------------ | -------- | --------------------------------------------- | ------------------- | -------------------- | ------------ |
| Mộ Tuiza             | Di tích Nhà thờ          | Lubián   | 42°01′52″B 6°55′30″T / 42,03111°B 6,924993°T  | RI-51-0008700       | 28-09-1995           | Upload image |
| Castro As Muradellas | Khu khảo cổ Castro celta | Lubián   | 42°01′05″B 6°55′14″T / 42,017927°B 6,920691°T | RI-55-0000462       | 24-11-1994           | Upload image |

### M

#### Manganeses de la Polvorosa
| Tên              | Dạng                                   | Địa điểm                   | Tọa độ                                        | Số hồ sơ tham khảo? | Ngày nhận danh hiệu? | Hình ảnh                             |
| ---------------- | -------------------------------------- | -------------------------- | --------------------------------------------- | ------------------- | -------------------- | ------------------------------------ |
| Corona- Pesadero | Khu khảo cổ Thời gian: Thời đại đồ sắt | Manganeses de la Polvorosa | 42°02′35″B 5°44′36″T / 42,043094°B 5,743321°T | RI-55-0000428       | 09-03-1995           | La Corona-El Pesadero · Upload image |

#### Manzanal de Arriba
| Tên                  | Dạng                                 | Địa điểm                                       | Tọa độ                                        | Số hồ sơ tham khảo? | Ngày nhận danh hiệu? | Hình ảnh                                                      |
| -------------------- | ------------------------------------ | ---------------------------------------------- | --------------------------------------------- | ------------------- | -------------------- | ------------------------------------------------------------- |
| Santa Cruz Cuérragos | Địa điểm lịch sử Conjunto etnológico | Manzanal de Arriba Santa Cruz de los Cuérragos | 41°56′23″B 6°31′41″T / 41,939733°B 6,527994°T | RI-54-0000235       | 02-07-2008           | Conjunto Etnológico de Santa Cruz de Cuérragos · Upload image |

#### Molacillos
| Tên                             | Dạng            | Địa điểm   | Tọa độ                                       | Số hồ sơ tham khảo? | Ngày nhận danh hiệu? | Hình ảnh     |
| ------------------------------- | --------------- | ---------- | -------------------------------------------- | ------------------- | -------------------- | ------------ |
| Nhà thờ San Martín (Molacillos) | Di tích Nhà thờ | Molacillos | 41°34′59″B 5°39′37″T / 41,582925°B 5,66016°T | RI-51-0004772       | 29-12-1982           | Upload image |

#### Mombuey
| Tên                           | Dạng            | Địa điểm | Tọa độ                                        | Số hồ sơ tham khảo? | Ngày nhận danh hiệu? | Hình ảnh                                        |
| ----------------------------- | --------------- | -------- | --------------------------------------------- | ------------------- | -------------------- | ----------------------------------------------- |
| Nhà thờ Santa María (Mombuey) | Di tích Nhà thờ | Mombuey  | 42°01′22″B 6°19′54″T / 42,022658°B 6,331548°T | RI-51-0001020       | 03-06-1931           | Iglesia de Santa María (Mombuey) · Upload image |

### P

#### Puebla de Sanabria
| Tên                      | Dạng                                             | Địa điểm           | Tọa độ                                        | Số hồ sơ tham khảo? | Ngày nhận danh hiệu? | Hình ảnh                                           |
| ------------------------ | ------------------------------------------------ | ------------------ | --------------------------------------------- | ------------------- | -------------------- | -------------------------------------------------- |
| Lâu đài Condes Benavente | Di tích Kiến trúc phòng thủ Thời gian: Thế kỷ 15 | Puebla de Sanabria | 42°03′19″B 6°38′01″T / 42,055278°B 6,633611°T | n/d                 | 22-4-1949            | Castillo de los Condes de Benavente · Upload image |
| Puebla Sanabria          | Khu phức hợp lịch sử                             | Puebla de Sanabria | 42°03′16″B 6°38′03″T / 42,054503°B 6,634179°T | RI-53-0000457       | 11-03-1994           | Puebla de Sanabria · Upload image                  |

### R

#### Rábano de Aliste
| Tên                | Dạng        | Địa điểm         | Tọa độ | Số hồ sơ tham khảo? | Ngày nhận danh hiệu? | Hình ảnh     |
| ------------------ | ----------- | ---------------- | ------ | ------------------- | -------------------- | ------------ |
| Cerco Sejas Aliste | Khu khảo cổ | Rábano de Aliste |        |                     | 19-06-2013           | Upload image |

### S

#### San Cebrián de Castro
| Tên          | Dạng        | Địa điểm              | Tọa độ                                       | Số hồ sơ tham khảo? | Ngày nhận danh hiệu? | Hình ảnh                                  |
| ------------ | ----------- | --------------------- | -------------------------------------------- | ------------------- | -------------------- | ----------------------------------------- |
| Castrotorafe | Khu khảo cổ | San Cebrián de Castro | 41°43′24″B 5°47′49″T / 41,723236°B 5,79688°T | RI-55-0000056       | 03-06-1931           | Despoblado de Castrotorafe · Upload image |

#### San Pedro de la Nave-Almendra
| Tên                               | Dạng            | Địa điểm                                           | Tọa độ                                        | Số hồ sơ tham khảo? | Ngày nhận danh hiệu? | Hình ảnh                                                                   |
| --------------------------------- | --------------- | -------------------------------------------------- | --------------------------------------------- | ------------------- | -------------------- | -------------------------------------------------------------------------- |
| Nhà thờ San Pedro Nave (Campillo) | Di tích Nhà thờ | San Pedro de la Nave-Almendra El Campillo (Zamora) | 41°35′01″B 5°57′43″T / 41,583692°B 5,961919°T | RI-51-0000103       | 22-04-1912           | Entorno de Protección de la Iglesia de San Pedro de la Nave · Upload image |

#### Santibáñez de Vidriales
| Tên        | Dạng        | Địa điểm                                     | Tọa độ                                        | Số hồ sơ tham khảo? | Ngày nhận danh hiệu? | Hình ảnh                                  |
| ---------- | ----------- | -------------------------------------------- | --------------------------------------------- | ------------------- | -------------------- | ----------------------------------------- |
| Petavonium | Khu khảo cổ | Santibáñez de Vidriales Rosinos de Vidriales | 42°05′21″B 5°59′51″T / 42,089234°B 5,997432°T | RI-55-0000055       | 03-06-1931           | Ruinas Romanas de Sansueña · Upload image |

### T

#### Tábara
| Tên                          | Dạng                                            | Địa điểm | Tọa độ                                        | Số hồ sơ tham khảo? | Ngày nhận danh hiệu? | Hình ảnh                              |
| ---------------------------- | ----------------------------------------------- | -------- | --------------------------------------------- | ------------------- | -------------------- | ------------------------------------- |
| Nhà thờ Santa María (Tábara) | Di tích Kiến trúc tôn giáo Thời gian: Thế kỷ 12 | Tábara   | 41°49′36″B 5°57′29″T / 41,826711°B 5,958126°T | RI-51-0001027       | 03-06-1931           | Iglesia de Santa María · Upload image |

#### Toro, Tây Ban Nha
| Tên                                    | Dạng                     | Địa điểm          | Tọa độ                                        | Số hồ sơ tham khảo? | Ngày nhận danh hiệu? | Hình ảnh                                                          |
| -------------------------------------- | ------------------------ | ----------------- | --------------------------------------------- | ------------------- | -------------------- | ----------------------------------------------------------------- |
| Quần thể Histórico Toro                | Nhóm di tích lich sử     | Toro, Tây Ban Nha | 41°31′17″B 5°23′42″T / 41,521479°B 5,394977°T | RI-53-0000041       | 24-10-1963           | Conjunto Histórico de Toro · Upload image                         |
| Quảng trường Toros (Toro)              | Di tích Cung điện đấu bò | Toro, Tây Ban Nha | 41°31′22″B 5°23′19″T / 41,522684°B 5,388495°T | RI-51-0012253       | 28-08-2008           | Plaza de Toros (Toro) · Upload image                              |
| Teatro Latorre                         | Di tích Teatro           | Toro, Tây Ban Nha | 41°31′20″B 5°23′20″T / 41,52224°B 5,388988°T  | RI-51-0012248       | 09-09-2008           | Upload image                                                      |
| Puente Mayor Toro                      | Di tích Cầu              | Toro, Tây Ban Nha | 41°30′52″B 5°23′45″T / 41,514539°B 5,395811°T | N/D                 | 20-05-2009           | Puente Mayor de Toro · Upload image                               |
| Tu viện Sancti Spiritus                | Di tích Tu viện          | Toro, Tây Ban Nha | 41°31′14″B 5°24′05″T / 41,52058°B 5,401482°T  | RI-51-0001136       | 27-09-1943           | Convento de Sancti Spiritu de Religiosas Dominicas · Upload image |
| Alcázar Toro                           | Lâu đài                  | Toro, Tây Ban Nha | 41°31′09″B 5°23′31″T / 41,519197°B 5,3919°T   | N/D                 | 06-09-2012           | Alcázar de Toro · Upload image                                    |
| Nhà thờ San Lorenzo Real (Toro)        | Di tích Nhà thờ          | Toro, Tây Ban Nha | 41°31′16″B 5°23′33″T / 41,521108°B 5,392541°T | RI-51-0000333       | 18-05-1929           | Iglesia de San Lorenzo (Toro) · Upload image                      |
| Nhà thờ San Pedro Olmo (Toro)          | Di tích Nhà thờ          | Toro, Tây Ban Nha | 41°31′23″B 5°23′48″T / 41,523112°B 5,396653°T | RI-51-0000335       | 18-05-1929           | Iglesia de San Pedro del Olmo · Upload image                      |
| Nhà thờ Santo Sepulcro (Toro)          | Di tích Nhà thờ          | Toro, Tây Ban Nha | 41°31′17″B 5°23′38″T / 41,521447°B 5,394003°T | N/D                 | 20-05-2009           | Iglesia del Santo Sepulcro · Upload image                         |
| Nhà thờ San Salvador Caballeros (Toro) | Di tích Nhà thờ          | Toro, Tây Ban Nha | 41°31′18″B 5°23′49″T / 41,521574°B 5,396892°T | RI-51-0000334       | 18-05-1929           | Iglesia de El Salvador · Upload image                             |
| Colegiata Santa María Mayor (Toro)     | Di tích Nhà thờ          | Toro, Tây Ban Nha | 41°31′12″B 5°23′40″T / 41,519975°B 5,39447°T  | RI-51-0000063       | 04-04-1892           | Colegiata de Santa María la Mayor · Upload image                  |
| Nhà hoang Santa María Vega (Toro)      | Di tích Nhà thờ          | Toro, Tây Ban Nha | 41°30′30″B 5°23′26″T / 41,508272°B 5,390538°T | RI-51-0000344       | 04-07-1930           | Nơi hẻo lánh de Santa María de la Vega · Upload image             |

### V

#### Villalazán
| Tên                              | Dạng        | Địa điểm   | Tọa độ                                        | Số hồ sơ tham khảo? | Ngày nhận danh hiệu? | Hình ảnh     |
| -------------------------------- | ----------- | ---------- | --------------------------------------------- | ------------------- | -------------------- | ------------ |
| Khu vực Valcuevo Castros và Alba | Khu khảo cổ | Villalazán | 41°29′34″B 5°37′09″T / 41,492683°B 5,619253°T | RI-55-0000277       | 05-05-1994           | Upload image |

#### Villalcampo
| Tên                 | Dạng        | Địa điểm    | Tọa độ                                       | Số hồ sơ tham khảo? | Ngày nhận danh hiệu? | Hình ảnh     |
| ------------------- | ----------- | ----------- | -------------------------------------------- | ------------------- | -------------------- | ------------ |
| Despoblado Santiago | Khu khảo cổ | Villalcampo | 41°32′14″B 6°02′53″T / 41,537125°B 6,04817°T | RI-55-0000057       | 03-06-1931           | Upload image |

#### Villalpando
| Tên                         | Dạng            | Địa điểm    | Tọa độ                                        | Số hồ sơ tham khảo? | Ngày nhận danh hiệu? | Hình ảnh                                          |
| --------------------------- | --------------- | ----------- | --------------------------------------------- | ------------------- | -------------------- | ------------------------------------------------- |
| Cổng San Andrés hay Villa   | Di tích Cổng    | Villalpando | 41°51′49″B 5°24′35″T / 41,863652°B 5,409845°T | RI-51-0001025       | 03-06-1931           | Puerta de San Andrés o de la Villa · Upload image |
| Nhà thờ Santa María Antigua | Di tích Nhà thờ | Villalpando | 41°51′53″B 5°24′54″T / 41,864827°B 5,415016°T | RI-51-0001085       | 28-03-1935           | Iglesia de Santa María de Antigua · Upload image  |

#### Villamor de los Escuderos
| Tên                                   | Dạng            | Địa điểm                  | Tọa độ                                        | Số hồ sơ tham khảo? | Ngày nhận danh hiệu? | Hình ảnh     |
| ------------------------------------- | --------------- | ------------------------- | --------------------------------------------- | ------------------- | -------------------- | ------------ |
| Nhà thờ Asunción (Villamor Escuderos) | Di tích Nhà thờ | Villamor de los Escuderos | 41°15′12″B 5°34′22″T / 41,253222°B 5,572666°T | RI-51-0004588       | 01-02-1982           | Upload image |

#### Villanueva de Azoague
| Tên                                                  | Dạng            | Địa điểm              | Tọa độ                                        | Số hồ sơ tham khảo? | Ngày nhận danh hiệu? | Hình ảnh     |
| ---------------------------------------------------- | --------------- | --------------------- | --------------------------------------------- | ------------------- | -------------------- | ------------ |
| Nhà thờ Nuestra Señora Asunción (Villanueva Azoague) | Di tích Nhà thờ | Villanueva de Azoague | 41°58′26″B 5°39′56″T / 41,974003°B 5,665569°T | RI-51-0004693       | 03-09-1982           | Upload image |

### Z

#### Zamora, Tây Ban Nha
| Tên                                      | Dạng                                                            | Địa điểm                                           | Tọa độ                                        | Số hồ sơ tham khảo? | Ngày nhận danh hiệu? | Hình ảnh                                                         |
| ---------------------------------------- | --------------------------------------------------------------- | -------------------------------------------------- | --------------------------------------------- | ------------------- | -------------------- | ---------------------------------------------------------------- |
| Lưu trữ lịch sử Provincial Zamora        | Lưu trữ                                                         | Zamora Calle de la Rúa de los Francos, 1           | 41°30′07″B 5°44′56″T / 41,501846°B 5,748999°T | RI-AR-0000054       | 10-11-1997           | Archivo Histórico Provincial de Zamora · Upload image            |
| Thư viện Pública Estado (Zamora)         | Biblioteca                                                      | Zamora Plaza de Claudio Moyano                     | 41°30′07″B 5°44′53″T / 41,501848°B 5,748151°T | RI-BI-0000007       | 25-06-1985           | Biblioteca Pública del Estado (Zamora) · Upload image            |
| Nhà Cid (Zamora)                         | Di tích Nhà                                                     | Zamora, Tây Ban Nha Calle del Corral de Campanadas | 41°29′55″B 5°45′14″T / 41,498686°B 5,754017°T | RI-51-0001018       | 03-06-1931           | Casa del Cid · Upload image                                      |
| Castle of Zamora, Spain                  | Di tích Kiến trúc phòng thủ Kiểu: Romániço Thời gian: Thế kỷ 11 | Zamora Calle del Corral de Campanadas              | 41°29′59″B 5°45′22″T / 41,499722°B 5,756111°T | n/d                 | 22-4-1949            | Castillo de Zamora · Upload image                                |
| Nhà thờ chính tòa Zamora                 | Di tích Nhà thờ                                                 | Zamora, Tây Ban Nha Plaza de la Catedral           | 41°29′56″B 5°45′16″T / 41,498951°B 5,754385°T | RI-51-0000060       | 05-09-1889           | Catedral de Zamora · Upload image                                |
| Zamora, Tây Ban Nha                      | Nhóm di tích lich sử                                            | Zamora, Tây Ban Nha                                | 41°30′10″B 5°44′50″T / 41,502792°B 5,747144°T | RI-53-0000153       | 08-03-1973           | Conjunto Histórico de Zamora · Upload image                      |
| Tu viện Corpus Christi (Zamora)          | Di tích Tu viện                                                 | Zamora, Tây Ban Nha Calle Pizarro                  | 41°30′03″B 5°45′00″T / 41,500872°B 5,750083°T | RI-51-0009139       | 24-10-1996           | Upload image                                                     |
| Nhà thờ San Cipriano (Zamora)            | Di tích Nhà thờ                                                 | Zamora, Tây Ban Nha Plaza de San Cipriano          | 41°30′05″B 5°44′53″T / 41,501432°B 5,748108°T | RI-51-0001017       | 03-06-1931           | Iglesia de San Cebrián · Upload image                            |
| Nhà thờ San Claudio Olivares             | Di tích Nhà thờ                                                 | Zamora, Tây Ban Nha Plaza de San Claudio           | 41°29′52″B 5°45′19″T / 41,497656°B 5,7552°T   | RI-51-0001016       | 03-06-1931           | Iglesia de San Claudio · Upload image                            |
| Nhà thờ San Esteban (Zamora)             | Di tích Nhà thờ                                                 | Zamora, Tây Ban Nha Plaza San Esteban              | 41°30′22″B 5°44′44″T / 41,506083°B 5,745545°T | RI-51-0010207       | 26-03-1998           | Iglesia de San Esteban (Zamora) · Upload image                   |
| Nhà thờ San Leonardo (Zamora)            | Di tích Nhà thờ                                                 | Zamora, Tây Ban Nha Plaza San Leonardo             | 41°30′08″B 5°44′43″T / 41,502119°B 5,745217°T | RI-51-0010223       | 16-07-1998           | Iglesia de San Leonardo (Zamora) · Upload image                  |
| Nhà thờ San Pedro và San Ildefonso       | Di tích Nhà thờ                                                 | Zamora, Tây Ban Nha Plaza San Ildefonso            | 41°30′01″B 5°45′04″T / 41,500394°B 5,751075°T | RI-51-0003938       | 24-05-1974           | Iglesia Arciprestal de San Pedro y San Ildefonso · Upload image  |
| Nhà thờ Santa María Horta                | Di tích Nhà thờ                                                 | Zamora, Tây Ban Nha Calle de la Horta              | 41°30′05″B 5°44′40″T / 41,501458°B 5,744542°T | RI-51-0001014       | 03-06-1931           | Iglesia de Santa María de la Orta · Upload image                 |
| Nhà thờ Santa María Nueva (Zamora)       | Di tích Nhà thờ                                                 | Zamora, Tây Ban Nha Plaza de Santa María la Nueva  | 41°30′12″B 5°44′58″T / 41,503343°B 5,749343°T | RI-51-0001166       | 14-04-1945           | Iglesia de Santa María la Nueva · Upload image                   |
| Church of Santa María Magdalena (Zamora) | Di tích Nhà thờ                                                 | Zamora, Tây Ban Nha Calle Rúa de los Francos       | 41°30′05″B 5°45′01″T / 41,501318°B 5,750351°T | RI-51-0000099       | 19-07-1910           | Iglesia de Santa María Magdalena (Zamora) · Upload image         |
| Nhà thờ Santiago Burgo (Zamora)          | Di tích Nhà thờ                                                 | Zamora, Tây Ban Nha Calle Santa Clara              | 41°30′18″B 5°44′39″T / 41,505122°B 5,744252°T | RI-51-0000141       | 24-02-1915           | Iglesia de Santiago del Burgo · Upload image                     |
| Nhà thờ Santiago Caballeros (Zamora)     | Di tích Nhà thờ                                                 | Zamora, Tây Ban Nha Calle de los Caballeros        | 41°29′59″B 5°45′30″T / 41,499663°B 5,758212°T | RI-51-0001015       | 03-06-1931           | Iglesia de Santiago El Viejo · Upload image                      |
| Nhà thờ Santo Tomé (Zamora)              | Di tích Nhà thờ                                                 | Zamora, Tây Ban Nha Plaza de Santo Tomé            | 41°30′05″B 5°44′34″T / 41,501354°B 5,74282°T  | RI-51-0001013       | 03-06-1931           | Iglesia de Santo Tomé · Upload image                             |
| Nhà thờ Espíritu Santo (Zamora)          | Di tích Nhà thờ                                                 | Zamora, Tây Ban Nha Calle Espíritu Santo           | 41°30′12″B 5°45′30″T / 41,503232°B 5,758432°T | RI-51-0004879       | 11-05-1983           | Iglesia del Espíritu Santo · Upload image                        |
| Nhà thờ Santo Sepulcro (Zamora)          | Di tích Nhà thờ                                                 | Zamora, Tây Ban Nha Calle del Sepulcro             | 41°29′32″B 5°44′46″T / 41,492169°B 5,746226°T | RI-51-0005019       | 13-06-1977           | Iglesia del Santo Sepulcro (Zamora) · Upload image               |
| Bảo tàng Zamora                          | Di tích Bảo tàng                                                | Zamora, Tây Ban Nha Plaza de Santa Lucía           | 41°30′04″B 5°44′51″T / 41,501019°B 5,747588°T | RI-51-0001425       | 01-03-1962           | Museo Provincial de Bellas Artes (Zamora) · Upload image         |
| Cung điện Condes Alba và Aliste          | Di tích Cung điện                                               | Zamora, Tây Ban Nha Plaza Viriato                  | 41°30′08″B 5°44′52″T / 41,502326°B 5,74791°T  | RI-51-0008209       | 01-06-1993           | Palacio de los Condes de Alba y Aliste · Upload image            |
| Cung điện Momos                          | Di tích Cung điện                                               | Zamora, Tây Ban Nha Calle San Torcuato             | 41°30′16″B 5°44′44″T / 41,504576°B 5,745467°T | RI-51-0000234       | 14-11-1922           | Palacio de Momos · Upload image                                  |
| Nhà thờ San Juan Bautista (Zamora)       | Di tích Nhà thờ                                                 | Zamora, Tây Ban Nha Plazuela de San Miguel         | 41°30′12″B 5°44′49″T / 41,503415°B 5,746918°T | RI-51-0001288       | 27-06-1961           | Portada de la Iglesia de San Juan de Puerta Nueva · Upload image |
| Nhà thờ San Vicente Mártir (Zamora)      | Di tích Nhà thờ                                                 | Zamora, Tây Ban Nha Plazuela del Fresco            | 41°30′16″B 5°44′47″T / 41,504387°B 5,746269°T | RI-51-0001289       | 27-06-1961           | Portada y Torre de la Iglesia de San Vicente · Upload image      |
| Gate of Doña Urraca                      | Di tích Cổng                                                    | Zamora, Tây Ban Nha Calle San Bartolomé            | 41°30′16″B 5°44′55″T / 41,504468°B 5,74872°T  | RI-51-0000011       | 26-08-1874           | Puerta de Doña Urraca · Upload image                             |
| Teatro Principal (Zamora)                | Di tích Teatro                                                  | Zamora, Tây Ban Nha Calle de San Vicente           | 41°30′17″B 5°44′47″T / 41,50466°B 5,746403°T  | RI-51-0004682       | 24-07-1982           | Teatro Principal (Zamora) · Upload image                         |